# Talcozamán, Yaonáhuac
Talcozamán är en ort i Mexiko.   Den ligger i kommunen Yaonáhuac och delstaten Puebla, i den sydöstra delen av landet, 180 km öster om huvudstaden Mexico City. Talcozamán ligger 1 826 meter över havet och antalet invånare är 156.
Terrängen runt Talcozamán är huvudsakligen kuperad, men norrut är den bergig. Terrängen runt Talcozamán sluttar norrut. Runt Talcozamán är det tätbefolkat, med 343 invånare per kvadratkilometer. Närmaste större samhälle är Teziutlan, 10,4 km sydost om Talcozamán. Omgivningarna runt Talcozamán är en mosaik av jordbruksmark och naturlig växtlighet.